# جان والمسلی
جان والمسلی (انگلیسی: Jon Walmsley؛ زادهٔ ۶ فوریهٔ ۱۹۵۶) ترانه‌سرا، خواننده، بازیگر، صداپیشه و تهیه‌کننده فیلم اهل بریتانیا است. وی از سال ۱۹۶۰ میلادی تاکنون مشغول فعالیت بوده‌است.
از فیلم‌ها یا برنامه‌های تلویزیونی که وی در آن نقش داشته‌است، می‌توان به خانواده والتون و گروه خانواده یک و تنها، اصلی اشاره کرد.